# (8990) Compassion
(8990) Compassion est un astéroïde de la ceinture principale.

## Description
(8990) Compassion est un astéroïde de la ceinture principale. Il fut découvert le 19 février 1980 à l'observatoire Kleť par l'observatoire Kleť. Il présente une orbite caractérisée par un demi-grand axe de 3,16 UA, une excentricité de 0,09 et une inclinaison de 8,1° par rapport à l'écliptique.

## Compléments